# 劉寿曽

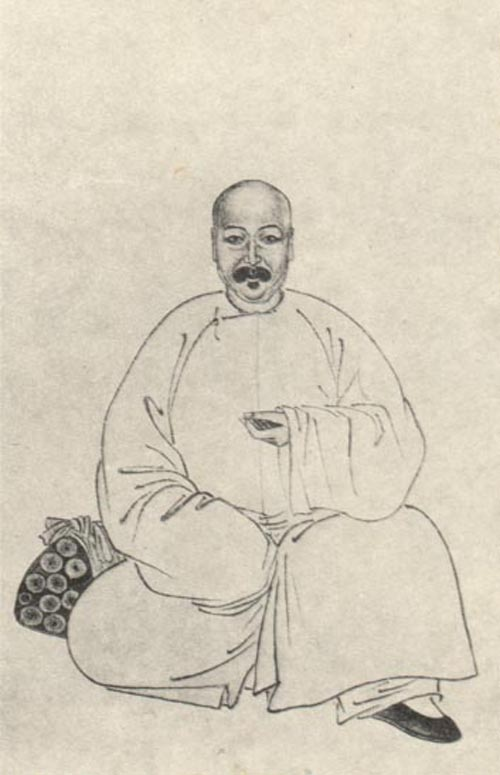
劉寿曽

劉 寿曽（りゅう じゅそう、Liu Shouzeng、1838年 - 1882年）は、清の儒学者。字は恭甫または芝雲。
江蘇省揚州府江都県青渓出身。祖父の劉文淇と父の劉毓崧も儒学者で、3代にわたって経学を修めた。1864年と1876年の2回、副榜に選ばれた。東台知県の書記になるなど、幕客として生計をたてた。劉毓崧没後は、その跡を継いで金陵書局の責任者となった。
劉寿曽は劉毓崧が未完に終わらせた『春秋左氏伝旧註疏証』の執筆を引き継いだが、襄公五年まで書き終えたところで没した。その他の著作には『春秋五十凡例表』『臨川答問』『昏礼重別論対駁義』『伝雅堂詩集』がある。